# Bcomp
Bcomp是一家瑞士初创公司，专门生产生物复合材料，特别是由亚麻制成的复合材料。

## 历史
Bcomp公司专门从事亚麻纤维生物复合材料的制造。
滑雪爱好者Cyrille Boinay，与美国同事Steve Drake一起开发这种新生态纤维材料。
Bcomp在弗里堡投资了一条生产线，首先涉足滑雪领域，然后从事荷兰桥梁等工程结构的建设，最后将自己定位于汽车领域。
2018年获世界赛车研讨会“年度创新产品”奖。2020年，开始与迈凯伦合作 。2022年起，保时捷、沃尔沃和宝马在该产品上投资240 万，并计划从2024年开始应用到车辆中 。根据设备制造商AMG的说法，与碳纤维会分散成小碎片相比，另一个优点是安全性。
2022年4月，这家初创公司筹集了近300万瑞士法郎。

## 技术
Bcomp使用亚麻，一种生物原材料，与传统塑料部件相比，可以减轻重量、减少能源消耗和排放。

## 相关
- 绿色化学
- 生物复合材料